# 노희찬
노희찬(1988년 10월 24일 ~ )은 대한민국의 뮤지컬 배우다. 2011년 뮤지컬 ‘스페셜 레터’로 데뷔했다.

## 방송
- 팬텀싱어 4 (2023) - Top74